# 村田正夫 (柔道)
村田 正夫（むらた まさお、1964年4月6日 - ）は、日本の柔道家（講道館7段）。現役時代は中量級の選手として全日本選抜体重別選手権優勝や世界選手権3位等の成績を残し、引退後は新日本製鐵の柔道部監督やイタリア・ナショナルチームのコーチを務め、びわこ成蹊スポーツ大学の准教授および柔道部監督を経て、大阪成蹊大学教授を務める。

## 経歴
愛知県一宮市出身。父の仕事の関係で小学2年生の時に大阪府守口市に転居した。市立第四中学（現在は閉校）を経て柔道の名門・東海大相模高校に進学。高校3年次の1982年に春の講道館杯で3位、夏のインターハイ軽重量級では準優勝した。
高校卒業後、東海大学柔道部に進み、1983年・翌84年と立て続けに全日本ジュニア選手権を制すと、続く85・86年には全日本学生体重別選手権を、卒業直前の1987年1月には正力杯国際学生大会を獲得して、学生柔道界の中量級において確固たる地位を築いた。この間、全日本選抜体重別選手権および講道館杯はともに1985年3位、86年準優勝となり、村田の代名詞とも言える切れ味鋭い内股を以って同階級の第一人者の1人に数えられた。
1987年3月に大学卒業後は柔道実業団の強豪である新日鐵に就職。入社直後4月の講道館杯ではまたも3位に終わったものの、7月の全日本選抜体重別選手権では優勝を果たしシニア初タイトル。これらの功績から同年11月にエッセンで開催の世界選手権に中量級（86kg級）の日本代表として選出され、準決勝戦でフランスのファビアン・カヌと時間一杯を戦ってポイントによる優勢負けを喫したものの、銅メダルを獲得した。
その後も1988年のソウル五輪や1989年ベオグラード世界選手権等での活躍が期待されたが、持病である首のヘルニアが祟り、1988年は4月の講道館杯および6月の全日本選抜体重別選手権でいずれも明治大学の石田輝也に敗れて五輪への切符は獲得出来ず。
1989年の講道館杯や1990年の全日本実業個人選手権優勝等の実績は残すものの、周囲から将来の五輪メダリストと期待された程の飛躍は叶わず、バルセロナ五輪に向けて「これが最後」と背水の陣で臨む1992年4月の講道館杯では初戦で筑波大卒の若い中橋政彦に敗れて翌5月の全日本選抜体重別選手権では出場権すら得る事が出来なかった。村田はその2年後、1994年に30歳で現役を引退している。
引退後は新日鐵広畑にて製品輸送の管理業務に携わりながら、同社柔道部の監督に着任。養父直人や吉田秀彦、岡泉茂といった個性的な選手を上手くまとめ上げ、就任して間もない1995年の全日本実業団体対抗大会（第一部）では旭化成、日本中央競馬会等の並み居る強豪を退けて4年振となる18回目の優勝に導いた。翌96年同大会では連覇を達成。
村田はこの頃の事を「監督になると選手への気配りや対外的な配慮も欠かせず、問題を大きく的確に捉えなければならないので鍛えられた」「自分の指導者としてのスタートとしては良い勉強になった」と述べ、全日本実業団体2年連続優勝の偉業に対しては「広畑の地元・兵庫で直前に発生した阪神大震災という不利な条件が選手達の団結に繋がった結果」と謙虚に語る。
新日鐵柔道部の監督を勇退後は東海大学時代の恩師・佐藤宣践の紹介により、1997年4月から1年間の約束でイタリア・ナショナルチームのコーチを引き受けた。現地では村田と同じ中量級のミケーレ・モンティをマンツーマンに近い形で指導し、1997年のパリ世界選手権で3位表彰台に立たせた。
期間満了による日本への帰国に際しては多くの現地柔道関係者が慰留したが、村田は高校時代より胸に秘めていた“日本の学校で教員”という夢を捨てられずに帰国している。
日本に帰国してからは「せめて教員の資格だけでも」と家族の反対を押し切って京都にある佛教大学の大学院（教育学研究科生涯教育専攻修士課程）に入学し、平日の昼は新日鐵で会社員として勤務しながら週末は大学院で授業を受けるという生活を続けた。
大学院2年目に入った2004年3月、突然会社に辞表を提出。「会社員と大学院生を兼務しても、何か中途半端な気持ちだった」「退路を自ら断つ事で勉強に専念する」と、孔子の“四十にして惑わず”を体現した村田なりの不退転の決意によるものであった。以後は京都の旅館で時給850円のアルバイトとして布団の上げ下げや皿洗いに精を出し、妻も実家の家業をパートで手伝いながら夫妻と子供の生計を立てた。
2005年3月に大学院修士課程を修了したが、待っていたのは“年齢”という分厚い壁だった。村田によれば「高校や夜間高校にも売り込みに行ったが、40歳を過ぎていると全部ダメだった」。そんな折に東海大学の教授を務める山下泰裕から海外指導の話を持ち掛けらたが、教員への道に対する熱意は揺るがず村田はこの誘いを断っている。
夫婦アルバイトで凌ぎながら1年半が経った2006年秋、滋賀県大津市のびわこ成蹊スポーツ大学が武道の実技と講義ができる人材を探しているという情報が入った。村田はすぐに応募して、書類選考を中心とした1次審査は難なく通ったものの、12月の2次審査では面接官を前に武道論を講義する事に。最大の山場を前にして杞憂する村田に手を差し伸べたのは、佐藤宣践ら東海大学時代の恩師達だった。村田は面接の1週間前に上京して武蔵野市の望星学塾にて東海大柔道部顧問の橋本敏明教授から1対1の講義で武道論を叩き込まれると、面接本番では自信を持って武道の過去と現在、そして未来への展望を流暢にプレゼンテーションをする事が出来た。12月半ば、同大からの採用通知。倍率十数倍という狭き門での合格で、准教授待遇であった。この日は妻も子供も大喜びで、村田は「それまでの苦労や不安は一気に吹き飛んだ」「本当に幸せなひと時だった」と述懐する。
2007年4月に村田は正式にびわこ成蹊スポーツ大学の教員となり、現在は授業で教鞭を執る傍ら柔道部監督として学生達の指導に当たる。
とりわけ女子柔道部は関西学生女子優勝大会（3人制の部）で2012年度から14年度まで3連覇を達成した。関西代表として全国大会へ出場する事を目標として、「柔道を通して、社会に貢献できる人材の育成」をモットーに指導を行っている。2020年現在は、大阪成蹊大学マネジメント学部の教授を務めている。

## 主な競技業績
- 1987年　全日本選抜柔道体重別選手権大会　　　86キロ級　優勝
- 1987年　世界柔道選手権大会　　　　　　　　　86キロ級　3位
- 1989年　講道館杯全日本柔道体重別選手権大会　86キロ級　優勝[1]

## 主な指導業績
- 1995年　全日本実業柔道団体対抗大会　優勝
- 1996年　全日本実業柔道団体対抗大会　優勝（2連覇）
- 1997年　イタリア柔道男子ナショナルチームコーチ

　　　　世界柔道選手権大会　86キロ級　3位入賞選手を指導
- 2012年　関西学生女子柔道優勝大会　　3人制　優勝
- 2013年　関西学生女子柔道優勝大会　　3人制　優勝（2連覇）
- 2014年　関西学生女子柔道優勝大会　　3人制　優勝（3連覇）
- 2014年　全日本学生女子柔道優勝大会　3人制　3位[1]

## 出版
- 村田正夫の「技をつなぐ柔道」1　DVD ジャパンライム株式会社 2013年
- 村田正夫の「技をつなぐ柔道」2　DVD ジャパンライム株式会社 2013年[1]